# Ologamasiphis
Ologamasiphis es un género de ácaros perteneciente a la familia Parasitidae.

## Especies
- Ologamasiphis disfistulatus (Athias Henriot, 1967)
- Ologamasiphis minimus Holzmann, 1969